# Byron Cole
Byron Cole (1829-1856) était un journaliste, homme d'affaires, aventurier et militaire nord-américain, qui a organisé l'expédition du flibustier William Walker au Nicaragua au XIXe siècle.

## Biographie
Né en 1829, Byron Cole est d'abord propriétaire de journaux à Boston, puis journaliste à San Francisco où il débarque en 1852 pendant la ruée vers l'or. Il y devient l'éditeur du San Francisco Commercial Advertiser. Il fait la connaissance d'un journalistes, William Walker, lorsque celui-ci est acquitté de l'accusation d'avoir violé le "Neutrality Act" lors d'une expédition en territoire de la Basse-Californie. Après s'être rendu au Nicaragua et au Honduras. Walker y devient actionnaire de la Honduras Mining and Trading Company de Cole, basée à New York, qui cherche de l'or dans le fleuve Patuca, à l'est du pays.
Cole place un autre de ses agents, William Vincent Wells, en tant que consul-général du Honduras, le gouvernement du pays ayant fait don de terres à la société pour qu'elle facilite l'immigration d'Américains. Il est l'auteur d'un long reportage sur l'Amérique centrale publié en 1855 par le Harper's Magazine. Cole constate que des partis conservateurs montent en puissance au Guatemala et au Nicaragua, et craint que cela n'entraîne la même évolution au Honduras, au détriment de sa société, qui se verrait alors dépasser par des concurrents anglais.
L'archéologue et journaliste Ephraim George Squier (1821 – 1888), chargé d'affaires de Washington pour l'Amérique centrale en 1849, a négocié pour les Américains un traité avec les Anglais et revient en 1853 suivre les implications pour le Projet de canal du Nicaragua, mais la situation politique reste instable pour la société de Byron Cole, car les Anglais se sont offusqués que Washington ait revendiqué une île située dans la baie hondurienne qui se trouve à une extrémité du canal que prévoit de creuser une autre société américaine, l'Accessory Transit Company, à la frontière.
La situation politique passe en 1854 à la guerre civile entre les deux ex-candidats à la présidence nicaraguayenne, Francisco Castellón et Fruto Chamorro Pérez. Par l'entremise de Byron Cole, Francisco Castellon, le candidat libéral, négocie avec Walker un traité, signé le 28 décembre 1854, par lequel les services militaires de ce dernier sont achetés, avec l'engagement de fournir 300 hommes. Walker n'en fait venir que 58, six mois plus tard, mais son contingent se compose aussi de soldats des caudillos d'autres régions d'Amérique centrale.
Byron Cole est le lieutenant colonel de cette armée, puis devient rédacteur en chef  d' El Nicaragüense, un journal doté d'une édition bilingue franco-anglaise que vient de créer Walker, qui veut faire venir massivement des immigrés américains et décrète que la langue anglaise est désormais officielle au Nicaragua, au même titre que l'espagnol. Lyrique, El Nicaragüense va jusqu'à affirmer que la flibuste est à l'origine de tous les progrès de l'humanité depuis l'Empire romain. Alors que l'esclavage a été aboli au Nicaragua depuis 1824, Walker veut le rétablir, et faire du pays l'un des états américains, pour mieux isoler le Mexique. Il décide aussi des confiscations de terres de ceux qui ne le soutiennent pas.
C'est pour une opération de ce type, qu'avec 8 mercenaires américains et 7 nicaraguayens, Byron Cole entreprend un voyage de deux semaines jusqu'au Département de Chontales, à cheval, qu'il relate en détail dans les éditions des 23 et 30 août 1856 d'El Nicaragüense. Il est accompagné du docteur Philip M. Whelpley, qui fait son propre récit, par correspondance. Deux semaines après la publication dans El Nicaragüense, Cole est pendu par ses adversaires le 16 septembre 1856, à 27 ans, trois jours après la bataille de l'Hacienda San Jacinto, où son armée des mercenaires est vaincue.